# جورپای بزرگ
جورپای بزرگ (نام علمی: Bathynomus) نام یک سرده از راسته جورپایان است.